# 厄特默什
厄特默什（匈牙利語：Öttömös）是匈牙利琼格拉德州所辖的一个村。总面积30.91平方公里，总人口751，人口密度24.3人/平方公里（2011年1月1日）。